# 영국 아카데미 영국 영화상
다음은 영국 아카데미 영국 영화상에 관한 것이다.

## 1947–1967

### 1940년대
| 영화                     | 감독                          | 제작                          |
| ------------------------ | ----------------------------- | ----------------------------- |
| 1947 (1회)               |                               |                               |
| 《심야의 탈출》          | 캐럴 리드                     | 캐럴 리드                     |
| 1948 (2회)               |                               |                               |
| 《몰락한 우상》          | 캐럴 리드                     | 캐럴 리드                     |
| 《햄릿》                 | 로런스 올리비에               | 로런스 올리비에               |
| 《올리버 트위스트》      | 데이비드 린                   | 로널드 님                     |
| 《Once a Jolly Swagman》 | 잭 리                         | 이언 댈림플                   |
| 《분홍신s》              | 마이클 파월 에머릭 프레스버거 | 마이클 파월 에머릭 프레스버거 |
| 《남극탐험》             | 찰스 프렌드                   | 마이클 밸컨                   |
| 《The Small Voice》      | 퍼거스 맥도널                 | 앤서니 해블록앨런             |
| 1949 (3회)               |                               |                               |
| 《제3의 사나이》         | 캐럴 리드                     | 캐럴 리드                     |
| 《친절한 마음과 화관》   | 로버트 헤이머                 | 마이클 밸컨                   |
| 《핌리코행 여권》        | 헨리 코닐리어스               | 마이클 밸컨                   |
| 《더 퀸 of Spades》      | 소롤드 디킨슨                 | Anatole de Grunwald           |
| 《A Run for Your Money》 | 찰스 프렌드                   | 마이클 밸컨                   |
| 《The Small Back Room》  | 마이클 파월 에머릭 프레스버거 | 마이클 파월 에머릭 프레스버거 |
| 《Whisky Galore!》       | 알렉산더 매켄드릭             | 마이클 밸컨                   |

### 1950년대
| 1950 (4회)                    |                                    |                                       |
| 《푸른 등》                   | 배질 디어든                        | 마이클 밸컨                           |
| 《Chance of a Lifetime》      | 버나드 마일스                      | 버나드 마일스                         |
| 《Morning Departure》         | 로이 워드 베이커                   | 제이 루이스                           |
| 《Seven Days to Noon》        | 존 볼팅 로이 볼팅                  | 존 볼팅 로이 볼팅                     |
| 《State Secret》              | 시드니 길리엇                      | 시드니 길리엇 Frank Launder           |
| 《목마》                      | 잭 리                              | 이언 댈림플                           |
| 1951 (5회)                    |                                    |                                       |
| 《라벤더 힐 몹》              | 찰스 크라이튼                      | 마이클 밸컨                           |
| 《브라우닝 버전》             | 앤서니 애스퀴스                    | 테디 베어드                           |
| 《매직 박스》                 | 존 볼팅                            | 로널드 님                             |
| 《The Magic Garden》          | 도널드 스완슨                      | 도널드 스완슨                         |
| 《The Man in the White Suit》 | 알렉산더 매켄드릭                  | 마이클 밸컨                           |
| 《No Resting Place》          | Paul Rotha                         | 콜린 레슬리                           |
| 《The Small Miracle》         | 모리스 클로슈 랠프 스마트          | 앤서니 해블록앨런                     |
| 《White Corridors》           | 팻 잭슨                            | 존 크로이던 조지프 재니               |
| 1952 (6회)                    |                                    |                                       |
| 《소리의 장벽》               | 데이비드 린                        | 데이비드 린                           |
| 《Angels One Five》           | George More O'Ferrall              | 존 W. 고사지 데릭 트위스트            |
| 《울어라, 사랑하는 조국이여》 | 졸탄 코르더                        | 졸탄 코르더 Alan Paton                |
| 《맨디》                      | 알렉산더 매켄드릭 프레드 F. 시어스 | 마이클 밸컨 레슬리 노먼               |
| 《버림받은 자의 초상》        | 캐럴 리드                          | 캐럴 리드                             |
| 《강》                        | 장 르누아르                        | 케네스 매컬다우니 장 르누아르         |
| 1953 (7회)                    |                                    |                                       |
| 《제네비에브                  | 헨리 코닐리어스                    | 헨리 코닐리어스                       |
| 《잔인한 바다》               | 찰스 프렌드                        | 레슬리 노먼                           |
| 《The Heart of the Matter》   | George More O'Ferrall              | 이언 댈림플                           |
| 《The Kidnappers》            | 필립 리콕                          | 세르게이 놀반도프 레슬리 파킨         |
| 《물랑 루즈》                 | 존 휴스턴                          | 울프 형제                             |
| 1954 (8회)                    |                                    |                                       |
| 《홉슨의 사위 고르기》        | 데이비드 린                        | 데이비드 린                           |
| 《캐링턴 V.C.》               | 앤서니 애스퀴스                    | 테디 베어드                           |
| 《The Divided Heart》         | 찰스 크라이튼                      | 마이클 트루먼                         |
| 《청춘 진단》                 | 랠프 토머스                        | 베티 E. 박스                          |
| 《For Better, for Worse》     | J. 리 톰슨                         | 케네스 하퍼                           |
| 《The Maggie》                | 알렉산더 매켄드릭                  | 마이클 트루먼                         |
| 《진홍의 평원》               | 로버트 패리시                      | 존 브라이언                           |
| 《로미오와 줄리엣》           | 레나토 카스텔라니                  | 산드로 겐치 조지프 재니               |
| 1955 (9회)                    |                                    |                                       |
| 《리처드 3세》                | 로런스 올리비에                    | 로런스 올리비에                       |
| 《콜디츠 스토리》             | 가이 해밀턴                        | 아이번 폭스웰                         |
| 《댐 버스터》                 | 마이클 앤더슨                      | 로버트 클라크 W. A. 휘터커            |
| 《레이디킬러》                | 알렉산더 매켄드릭                  | 세스 홀트 마이클 밸컨                 |
| 《제8인의 승객》              | 레슬리 노먼                        | 마이클 밸컨                           |
| 《죄수》                      | 피터 글렌빌                        | 비비언 콕스                           |
| 《심바》                      | 브라이언 데즈먼드 허스트           | Peter De Sarigny                      |
| 1956 (10회)                   |                                    |                                       |
| 《하늘을 향하여》             | 루이스 길버트                      | 대니얼 M. 에인절                      |
| 《라플라타 강의 전투》        | 마이클 파월 에머릭 프레스버거      | 마이클 파월 에머릭 프레스버거         |
| 《존재한 적 없는 사나이》     | 로널드 님                          | 앙드레 하킴                           |
| 《나의 도시를 앨리스처럼》    | 잭 리                              | 조지프 재니                           |
| 《Yield to the Night》        | J. 리 톰슨                         | 케네스 하퍼                           |
| 1957 (11회)                   |                                    |                                       |
| 《콰이 강의 다리》            | 데이비드 린                        | 샘 스피걸                             |
| 《왕자와 무희》               | 로런스 올리비에                    | 로런스 올리비에                       |
| 《The Shiralee》              | 레슬리 노먼                        | 마이클 밸컨 Jack Rix                  |
| 《Windom's Way》              | 로널드 님                          | 존 브라이언                           |
| 1958 (12회)                   |                                    |                                       |
| 《꼭대기 방》                 | 잭 클레이턴                        | 제임스 울프 존 울프                   |
| 《Ice Cold in Alex》          | J. 리 톰슨                         | W. A. 휘터커                          |
| 《무분별》                    | 스탠리 도넌                        | 스탠리 도넌                           |
| 《Orders to Kill》            | 앤서니 애스퀴스                    | 앤서니 해블록앨런                     |
| 《바다와 모래》               | 가이 그린                          | 로버트 S. 베이커 몬티 버먼            |
| 1959 (13회)                   |                                    |                                       |
| 《사파이어》                  | 배질 디어든                        | 마이클 렐프                           |
| 《성난 얼굴로 돌아보라》      | 토니 리처드슨                      | 해리 샐츠먼                           |
| 《인도의 열정》               | J. 리 톰슨                         | 마셀 헬먼                             |
| 《타이거 베이》               | J. 리 톰슨                         | 존 호크즈워스 레슬리 파킨 줄리언 윈틀 |
| 《어제의 적》                 | 밸 게스트                          | 마이클 카레라스                       |

### 1960년대
| 영화                                    | 감독                  | 제작                                     |
| --------------------------------------- | --------------------- | ---------------------------------------- |
| 1960 (14회)                             |                       |                                          |
| 《토요일 밤과 일요일 아침》             | 카렐 라이스           | 토니 리처드슨                            |
| 《The Angry Silence》                   | 가이 그린             | 리처드 애튼버러 브라이언 포브스          |
| 《오스카 와일드의 재판》                | 켄 휴스               | 어빙 앨런 앨버트 R. 브로콜리 Harold Huth |
| 《Tunes of Glory》                      | 로널드 님             | 콜린 레슬리                              |
| 1961 (15회)                             |                       |                                          |
| 《꿀맛》                                | 토니 리처드슨         | 토니 리처드슨                            |
| 《공포의 대저택》                       | 잭 클레이턴           | 잭 클레이턴                              |
| 《The Long and the Short and the Tall》 | 레슬리 노먼           | 마이클 밸컨                              |
| 《선다우너스》                          | 프레드 진네만         | 제리 블래트너                            |
| 《우리들만의 비밀》                     | 브라이언 포브스       | 리처드 애튼버러                          |
| 1962 (16회)                             |                       |                                          |
| 《아라비아의 로렌스》                   | 데이비드 린           | 샘 스피걸                                |
| 《빌리 버드》                           | 피터 유스티노프       | 피터 유스티노프                          |
| 《사랑의 유형》                         | 존 슐레진저           | 조지프 재니                              |
| 《L자형 방》                            | 브라이언 포브스       | 리처드 애튼버러 제임스 울프              |
| 《Only Two Can Play》                   | 시드니 길리엇         | 레슬리 길리엇                            |
| 1963 (17회)                             |                       |                                          |
| 《톰 존스의 화려한 모험》               | 토니 리처드슨         | 토니 리처드슨                            |
| 《거짓말쟁이 빌리》                     | 존 슐레진저           | 조지프 재니                              |
| 《하인》                                | 조지프 로지           | 조지프 로지 노먼 프리건                  |
| 《욕망의 끝》                           | 린지 앤더슨           | 카렐 라이스                              |
| 1964 (18회)                             |                       |                                          |
| 《닥터 스트레인지러브》                 | 스탠리 큐브릭         | 스탠리 큐브릭                            |
| 《베킷》                                | 피터 글렌빌           | 핼 B. 월리스                             |
| 《여자가 사랑할 때》                    | 잭 클레이턴           | 제임스 울프                              |
| 《대열차 작전》                         | 존 프랭컨하이머       | 줄스 브리컨                              |
| 1965 (19회)                             |                       |                                          |
| 《국제첩보원》                          | 시드니 J. 퓨리        | 해리 샐츠먼                              |
| 《달링》                                | 존 슐레진저           | 조지프 재니                              |
| 《더 힐》                               | 시드니 루멧           | 케네스 하이먼                            |
| 《여자를 유혹하는 요령》                | 리처드 레스터         | 오스카 루언스틴                          |
| 1966 (20회)                             |                       |                                          |
| 《추운 곳에서 온 스파이》               | 마틴 릿               | 마틴 릿                                  |
| 《알피》                                | 루이스 길버트         | 루이스 길버트                            |
| 《조지 걸》                             | 실비오 나리차노       | 로버트 A. 골드스턴 오토 플라슈케스       |
| 《모건》                                | 카렐 라이스           | 리언 클로어                              |
| 1967 (21회)                             |                       |                                          |
| 《사계절의 사나이》                     | 프레드 진네만         | 프레드 진네만                            |
| 《사랑의 상처》                         | 조지프 로지           | 조지프 로지 노먼 프리건                  |
| 《욕망》                                | 미켈란젤로 안토니오니 | 카를로 폰티                              |
| 《침묵의 살인》                         | 시드니 루멧           | 시드니 루멧                              |

## 1993-현재

### 1990년대
| 1992 (46회)                     |                   |                                                 |
| 《크라잉 게임》                 | 닐 조던           | 스티븐 울리                                     |
| 1993 (47회)                     |                   |                                                 |
| 《섀도우랜드》                  | 리처드 애튼버러   | 브라이언 이스트먼                               |
| 《톰과 비브》                   | 브라이언 길버트   | 마크 새뮤얼슨 하비 캐스 피터 새뮤얼슨           |
| 《네이키드》                    | 마이크 리         | 사이먼 채닝 윌리엄스                            |
| 《레이닝 스톤》                 | 켄 로치           | 샐리 히빈                                       |
| 1994 (48회)                     |                   |                                                 |
| 《쉘로우 그레이브》             | 대니 보일         | 앤드루 맥도널드                                 |
| 《백비트》                      | 이언 소프틀리     | 피놀라 드와이어                                 |
| 《해변의 바지》                 | 거린더 차다       | 네이딘 마시에드워즈                             |
| 《프리스트》                    | 앤토니아 버드     | 조지 S. J. 파버                                 |
| 1995 (49회)                     |                   |                                                 |
| 《조지 왕의 광기》              | 니컬러스 하이트너 | 스티븐 에번스 데이비드 파핏                     |
| 《캐링턴》                      | 크리스토퍼 햄프턴 | 로널드 셰들로 존 맥그래스                       |
| 《트레인스포팅》                | 대니 보일         | 앤드루 맥도널드                                 |
| 《토지와 자유》                 | 켄 로치           | 리베카 오브라이언                               |
| 1996 (50회)                     |                   |                                                 |
| 《비밀과 거짓말》               | 마이크 리         | 사이먼 채닝 윌리엄스                            |
| 《리처드 III》                  | 리처드 론크레인   | 리사 카첼라스 파레 스티븐 베일리                |
| 《브레스트 오프》               | 마크 허먼         | 스티브 애벗                                     |
| 《칼라 송》                     | 켄 로치           | 샐리 히빈                                       |
| 1997 (51회)                     |                   |                                                 |
| 《닐 바이 마우스》              | 게리 올드먼       | 뤼크 베송 게리 올드먼 더글러스 어밴스키         |
| 《풀 몬티》                     | 피터 카타네오     | 우베르토 파솔리니                               |
| 《미세스 브라운》               | 존 매든           | 세라 커티스                                     |
| 《리제너레이션》                | 길리스 매키넌     | 앨런 스콧 피터 R. 심슨                          |
| 《바로워즈》                    | 피터 휴잇         | 팀 베번 에릭 펠너 레이철 탤럴레이               |
| 《제247: 트웬티 포 세븐》       | 셰인 메도스       | 이머전 웨스트                                   |
| 1998 (52회)                     |                   |                                                 |
| 《엘리자베스》                  | 셰카르 카푸르     | 앨리슨 오언 에릭 펠너 팀 베번                   |
| 《힐러리와 재키》               | 아넌드 터커       | 앤디 패터슨 니컬러스 켄트                       |
| 《작은 목소리》                 | 마크 허먼         | 엘리자베스 칼슨                                 |
| 《록 스탁 앤 투 스모킹 배럴즈》 | 가이 리치         | 매슈 본                                         |
| 《슬라이딩 도어즈》             | 피터 호윗         | 시드니 폴락 필리파 브레이스웨이트 윌리엄 호버그 |
| 1999 (53회)                     |                   |                                                 |
| 《우리는 파키스탄인》           | 데이미언 오도널   | 레슬리 우드윈                                   |
| 《노팅힐》                      | 로저 미셸         | 덩컨 켄워디                                     |
| 《뒤죽박죽》                    | 마이크 리         | 사이먼 채닝 윌리엄스                            |
| 《원더랜드》                    | 마이클 윈터보텀   | 미셸 카마르다 앤드루 이턴                       |
| 《쥐잡이》                      | 린 램지           | 개빈 에머슨                                     |
| 《오네긴》                      | 마사 파인스       | 아일린 메이즐 사이먼 로즌켓                     |

### 2000년대
| 영화                                  | 감독                  | 제작                                                                          |
| ------------------------------------- | --------------------- | ----------------------------------------------------------------------------- |
| 2000 (54회)                           |                       |                                                                               |
| 《빌리 엘리어트》                     | 스티븐 돌드리         | 그레그 브렌먼 존 핀                                                           |
| 《치킨 런》                           | 닉 파크               | 피터 로드 데이비드 스프록스턴                                                 |
| 《섹시 비스트》                       | 조너선 글레이저       | 제러미 토머스                                                                 |
| 《라스트 리조트》                     | 파베우 파블리코프스키 | 루스 케일럽                                                                   |
| 《환희의 집》                         | 테런스 데이비스       | 올리비아 스튜어트                                                             |
| 2001 (55회)                           |                       |                                                                               |
| 《고스포드 파크》                     | 로버트 올트먼         | 밥 밸러밴 데이비드 레비                                                       |
| 《브리짓 존스의 일기》                | 샤론 매과이어         | 팀 베번 에릭 펠너 조너선 캐번디시                                             |
| 《해리 포터와 마법사의 돌》           | 크리스 콜럼버스       | 데이비드 헤이먼                                                               |
| 《아이리스》                          | 리처드 에이어         | 로버트 폭스 스콧 루딘                                                         |
| 《홀리와 마리나》                     | 샌드라 골드바커       | 피놀라 드와이어                                                               |
| 2002 (56회)                           |                       |                                                                               |
| 《무사》                              | 아시프 카파디아       | Bertrand Faivre                                                               |
| 《디 아워스》                         | 스티븐 돌드리         | 스콧 루딘 로버트 폭스                                                         |
| 《더티 프리티 씽》                    | 스티븐 프리어스       | 트레이시 슈어드 로버트 존스                                                   |
| 《슈팅 라이크 베컴》                  | 거린더 차다           | 디파크 나바르                                                                 |
| 《막달레나 시스터즈》                 | 피터 멀런             | 프랜시스 히그슨                                                               |
| 2003 (57회)                           |                       |                                                                               |
| 《터칭 더 보이드》                    | 케빈 맥도널드         | 존 스미스슨                                                                   |
| 《콜드 마운틴》                       | 앤서니 밍겔라         | 시드니 폴락 윌리엄 호버그 앨버트 버거 Ron Yerxa                               |
| 《진주 귀걸이를 한 소녀》             | 피터 웨버             | 아넌드 터커 앤디 패터슨                                                       |
| 《러브 액츄얼리》                     | 리처드 커티스         | 덩컨 켄워디 팀 베번 에릭 펠너                                                 |
| 《인 디스 월드》                      | 마이클 윈터보텀       | 앤드루 이턴 어니타 오벌랜드                                                   |
| 2004 (58회)                           |                       |                                                                               |
| 《사랑이 찾아온 여름》                | 파베우 파블리코프스키 | Tanya Seghatchian 크리스 콜린스                                               |
| 《베라 드레이크》                     | 마이크 리             | 사이먼 채닝 윌리엄스 알랭 사르드                                              |
| 《해리 포터와 아즈카반의 죄수》       | 알폰소 쿠아론         | 데이비드 헤이먼 크리스 콜럼버스 마크 래드클리프                               |
| 《새벽의 황당한 저주》                | 에드거 라이트         | 니라 파크                                                                     |
| 《데드 맨스 슈즈》                    | 셰인 메도스           | 마크 허버트                                                                   |
| 2005 (59회)                           |                       |                                                                               |
| 《월리스와 그로밋: 거대 토끼의 저주》 | 닉 파크 스티브 박스   | 클레어 제닝스 데이비드 스프록스턴 밥 베이커                                   |
| 《콘스탄트 가드너》                   | 페르난두 메이렐리스   | 사이먼 채닝 윌리엄스 제프리 케인                                              |
| 《오만과 편견》                       | 조 라이트             | 팀 베번 에릭 펠너 폴 웹스터 데버라 모가크                                     |
| 《수탉과 황소 이야기》                | 마이클 윈터보텀       | 앤드루 이턴 마틴 하디                                                         |
| 《Festival》                          | 애니 그리핀           | 크리스토퍼 영                                                                 |
| 2006 (60회)                           |                       |                                                                               |
| 《라스트 킹》                         | 케빈 맥도널드         | 앤드리아 콜더우드 리사 브라이어 찰스 스틸 피터 모건                           |
| 《더 퀸》                             | 스티븐 프리어스       | 트레이시 슈어드 크리스틴 랭언 앤디 해리스 피터 모건                           |
| 《007 카지노 로얄》                   | 마틴 캠벨             | 마이클 G. 윌슨 바버라 브로콜리 로버트 웨이드 폴 해기스 닐 퍼비스              |
| 《플라이트 93》                       | 폴 그린그래스         | 팀 베번 로이드 레빈                                                           |
| 《노트 온 스캔들》                    | 리처드 에이어         | 스콧 루딘 로버트 폭스                                                         |
| 2007 (61회)                           |                       |                                                                               |
| 《디스 이즈 잉글랜드》                | 셰인 메도스           | 마크 허버트                                                                   |
| 《어톤먼트》                          | 조 라이트             | 팀 베번 에릭 펠너 폴 웹스터                                                   |
| 《본 얼티메이텀》                     | 폴 그린그래스         | 패트릭 크롤리 프랭크 마셜 폴 L. 샌드버그 더그 라이먼                          |
| 《컨트롤》                            | 안톤 코르베인         | 토니 윌슨 데버라 커티스                                                       |
| 《이스턴 프라미스》                   | 데이비드 크로넌버그   | 폴 웹스터 Robert Lantos                                                       |
| 2008 (62회)                           |                       |                                                                               |
| 《맨 온 와이어》                      | 제임스 마시           | 사이먼 친                                                                     |
| 《헝거》                              | 스티브 매퀸           | 로라 헤이스팅스스미스 로빈 구치                                               |
| 《킬러들의 도시》                     | 마틴 맥도나           | 그레이엄 브로드벤트 피터 처닌                                                 |
| 《맘마 미아!》                        | 필리다 로이드         | 주디 크레이머 베니 앤더슨 비에른 울바에우스 필리다 로이드 톰 행크스 리타 윌슨 |
| 《슬럼독 밀리어네어》                 | 대니 보일 러블린 탄단 | 크리스천 콜슨                                                                 |
| 2009 (63회)                           |                       |                                                                               |
| 《피쉬 탱크》                         | 앤드리아 아널드       | Kees Kasander 닉 로스 앤드리아 아널드                                         |
| 《언 애듀케이션》                     | 로네 셰르피           | 피놀라 드와이어 어맨다 포지 로네 셰르피 닉 혼비                               |
| 《인 더 루프》                        | 아르만도 이아누치     | 케빈 로더 애덤 탠디 아르만도 이아누치 제시 암스트롱 사이먼 블랙웰 토니 로시   |
| 《더 문》                             | 덩컨 존스             | 스튜어트 페너건 트루디 스타일러 덩컨 존스 네이선 파커                         |
| 《존 레논 비긴즈: 노웨어 보이》       | 샘 테일러 우드        | 로버트 번스틴 더글러스 레이 케빈 로더 샘 테일러존슨 Matt Greenhalgh           |

### 2010년대
| 영화                                  | 감독                      | Nominee(s) |
| ------------------------------------- | ------------------------- | --- |
| 2010 (64회)                           |                           | |
| 《킹스 스피치》                       | 톰 후퍼                   | 톰 후퍼 이언 캐닝 에밀 셔먼 개러스 언윈                                                                                  |
| 《제127 시간》                        | 대니 보일                 | 대니 보일 크리스천 콜슨 존 스미스슨                                                                                      |
| 《세상의 모든 계절》                  | 마이크 리                 | 마이크 리 조지나 로 |
| 《네 얼간이》                         | 크리스 모리스             | 크리스 모리스 마크 허버트 세린 슐레진저                                                                                  |
| 《메이드 인 대거넘》                  | 나이절 콜                 | 나이절 콜 스티븐 울리 엘리자베스 칼슨                                                                                    |
| 2011 (65회)                           |                           | |
| 《팅커 테일러 솔저 스파이》           | 토마스 알프레드손         | 토마스 알프레드손 에릭 펠너 브리짓 오코너 피터 스트로언 로빈 슬로보 팀 베번                                              |
| 《마릴린 먼로와 함께 한 일주일》      | 사이먼 커티스             | 사이먼 커티스 에이드리언 호지스 데이비드 파핏 하비 와인스틴                                                              |
| 《세나: F1의 신화》                   | 아시프 카파디아           | 팀 베번 에릭 펠너 제임스 게이리스 아시프 카파디아 마니시 판데이                                                          |
| 《셰임》                              | 스티브 매퀸               | 에밀 셔먼 애비 모건 스티브 매퀸 이언 캐닝                                                                                |
| 《케빈에 대하여》                     | 린 램지                   | 제니퍼 폭스 로리 스튜어트 키니어 린 램지 뤼크 로그 로버트 샐러노                                                         |
| 2012 (66회)                           |                           | |
| 《007 스카이폴》                      | 샘 멘디스                 | 샘 멘디스 마이클 G. 윌슨 바버라 브로콜리 닐 퍼비스 로버트 웨이드 존 로건                                                 |
| 《안나 카레니나》                     | 조 라이트                 | 조 라이트 팀 베번 에릭 펠너 폴 웹스터 톰 스토파드                                                                        |
| 《베스트 엑조틱 메리골드 호텔》       | 존 매든                   | 존 매든 그레이엄 브로드벤트 피트 처닌 올리버 파커                                                                        |
| 《레 미제라블》                       | 톰 후퍼                   | 톰 후퍼 팀 베번 에릭 펠너 데브라 헤이워드 캐머런 매킨토시 윌리엄 니컬슨 알랭 부블릴 클로드 미셸 쇤베르그 허버트 크레츠머 |
| 《세븐 싸이코패스》                   | 마틴 맥도나               | 마틴 맥도나 그레이엄 브로드벤트 피트 처닌                                                                                |
| 2013 (67회)                           |                           | |
| 《그래비티》                          | 알폰소 쿠아론             | 알폰소 쿠아론 데이비드 헤이먼 호나스 쿠아론                                                                              |
| 《만델라: 자유를 향한 머나먼 여정》   | 저스틴 채드윅             | 저스틴 채드윅 아난트 싱 데이비드 M. 톰슨 윌리엄 니컬슨                                                                   |
| 《필로미나의 기적》                   | 스티븐 프리어스           | 개브리엘 태나 스티브 쿠건 트레이시 슈어드                                                                                |
| 《러시: 더 라이벌》                   | 론 하워드                 | 론 하워드 앤드루 이턴 피터 모건                                                                                          |
| 《세이빙 미스터 뱅크스》              | 존 리 행콕                | 앨리슨 오언 이언 콜리 필립 스토이어 켈리 마셀 수 스미스                                                                  |
| 《이기적인 거인》                     | 클리오 바너드             | 트레이시 오리어던 |
| 2014 (68회)                           |                           | |
| 《사랑에 대한 모든 것》               | 제임스 마시               | 팀 베번 에릭 펠너 리사 브루스 앤서니 매카튼                                                                              |
| 《'71》                               | 얀 드망주                 | 앵거스 러몬트 로빈 구치 그레고리 버크                                                                                    |
| 《패딩턴》                            | 폴 킹                     | 데이비드 헤이먼 |
| 《런던 프라이드》                     | Matthew Warchus           | 데이비드 리빙스턴 스티븐 베리스퍼드                                                                                      |
| 《이미테이션 게임》                   | 모르텐 튈둠               | 노라 그로스먼 이도 오스트라우스키 테디 슈워츠먼                                                                          |
| 《언더 더 스킨》                      | 조너선 글레이저           | 제임스 윌슨 닉 웩슬러 월터 캠벨                                                                                          |
| 2015 (69회)                           |                           | |
| 《브루클린》                          | 존 크롤리                 | 존 크롤리 피놀라 드와이어 어맨다 포지 닉 혼비                                                                            |
| 《제45년 후》                         | 앤드루 헤이그             | 앤드루 헤이그 Tristan Goligher                                                                                           |
| 《에이미》                            | 아시프 카파디아           | 제임스 게이리스 |
| 《대니시 걸》                         | 톰 후퍼                   | 톰 후퍼 팀 베번 에릭 펠너 앤 해리슨 게일 머트럭스 루신다 콕슨                                                            |
| 《엑스 마키나》                       | 앨릭스 갈랜드             | 앤드루 맥도널드 앨런 라이크                                                                                              |
| 《더 랍스터》                         | 요르고스 란티모스         | 세시 뎀프시 에드 가이니 리 매지데이 에프티미스 필리포                                                                    |
| 2016 (70회)                           |                           | |
| 《나, 다니엘 블레이크》               | 켄 로치                   | 켄 로치 리베카 오브라이언 폴 래버티                                                                                      |
| 《아메리칸 허니: 방황하는 별의 노래》 | 앤드리아 아널드           | 앤드리아 아널드 라르스 크누센 Pouya Shahbazian 제이 밴호이                                                               |
| 《나는 부정한다》                     | 믹 잭슨                   | 믹 잭슨 게리 포스터 러스 크래즈노프 데이비드 헤어                                                                        |
| 《신비한 동물사전》                   | 데이비드 예이츠           | 데이비드 예이츠 J. K. 롤링 데이비드 헤이먼 스티브 클로브스 라이어널 위그럼                                               |
| 《실명에 관한 노트》                  | 피터 미들턴 제임스 스피니 | 피터 미들턴 제임스 스피니 마이크 브렛 조조 엘리슨 스티븐 제이미슨                                                        |
| 《어둠의 여인》                       | 바바크 안바리             | 바바크 안바리 에밀리 리오 올리버 로스킬 Lucan Toh                                                                        |
| 2017 (71회)                           |                           | |
| 《쓰리 빌보드》                       | 마틴 맥도나               | 마틴 맥도나 그레이엄 브로드벤트 피터 처닌                                                                                |
| 《다키스트 아워》                     | 조 라이트                 | 조 라이트 팀 베번 리사 브루스 에릭 펠너 앤서니 매카튼 더글러스 어밴스키                                                  |
| 《스탈린이 죽었다!》                  | 아르만도 이아누치         | 아르만도 이아누치 케빈 로더 로랑 자이툰 얀 주누 이언 마틴 데이비드 슈나이더                                              |
| 《신의 나라》                         | 프랜시스 리               | 프랜시스 리 마농 아르디송 잭 탈링                                                                                        |
| 《레이디 맥베스》                     | 윌리엄 올드로이드         | 윌리엄 올드로이드 포들라 크로닌 오라일리 앨리스 버치                                                                     |
| 《패딩턴 2》                          | 폴 킹                     | 폴 킹 데이비드 헤이먼 사이먼 파너비                                                                                      |
| 2018 (72회)                           |                           | |
| 《더 페이버릿: 여왕의 여자》          | 요르고스 란티모스         | 요르고스 란티모스 세시 뎀프시 에드 가이니 리 매지데이 데버라 데이비스 토니 맥나마라                                      |
| 《비스트》                            | 마이클 피어스             | 마이클 피어스 크리스천 브로디 로런 다크 이배나 매키넌                                                                    |
| 《보헤미안 랩소디》                   | 브라이언 싱어             | 그레이엄 킹 앤서니 매카튼                                                                                                |
| 《맥퀸》                              | Ian Bonhôte               | Ian Bonhôte Peter Ettedgui 앤디 라이더 Nick Taussig                                                                      |
| 《스탠 & 올리》                       | 존 S. 베어드              | 존 S. 베어드 페이 워드 제프 포프                                                                                         |
| 《너는 여기에 없었다》                | 린 램지                   | 린 램지 Rosa Attab 파스칼 코슈토 제임스 윌슨                                                                             |